# S-Bahn Rhein-Ruhr
S-Bahn Rhein-Ruhr – system kolei podmiejskiej (S-Bahn) obejmujący Zagłębie Ruhry (w tym miasta, takie jak Essen i Duisburg), część Nadrenii (takich jak Düsseldorf i Kolonia) i części Westfalii (np. Dortmund i Unna) w obszarze Renu-Ruhry, w zachodnich Niemczech.
Sieć S-Bahn powstała w 1967 roku z linii łączącej Ratingen z Düsseldorfem i obecnie składa się z 11 linii. Działa na obszarze związków komunikacyjnych Verkehrsverbund Rhein-Ruhr i Verkehrsverbund Rhein-Sieg, dotykając obszarów Aachener Verkehrsverbund w Düren i Verkehrsgemeinschaft Ruhr-Lippe w Unnie.